# Raid on Bungeling Bay
 (août 2020).
Si vous disposez d'ouvrages ou d'articles de référence ou si vous connaissez des sites web de qualité traitant du thème abordé ici, merci de compléter l'article en donnant les références utiles à sa vérifiabilité et en les liant à la section « Notes et références ».
Raid on Bungeling Bay est le premier jeu de Will Wright, sorti d'abord sur MSX puis sur Commodore 64 en 1984 et sur NES en 1985. Il sortit également sur borne d'arcade. Il fut édité par Brøderbund Software puis produit par Sony. Le jeu se jouait uniquement en solo ; on y pilote un petit hélicoptère, le Thunder Chopper, qui devait détruire successivement six usines avec des bombes.

## Scénario
Le joueur incarne un pilote de choix dans la Task Force, qui a été choisi pour se rendre dans les îles Bungeling où l'Empire Bungeling met la touche finale à son arme ultime dans des usines. Le jeu consiste à détruire ces dernières à l'aide d'un petit hélicoptère basé sur un porte-avions.
Dans le jeu il y avait :

## Unités

### Alliée
- Le porte-avions assure le ravitaillement en bombes et les réparations. Il est nécessaire de le défendre contre les ennemies. Un SOS prévient d'une attaque.

### Ennemies

#### Terrestres et maritimes
- Les usines constituent les objectifs à détruire.
- Le port construit progressivement un navire de ligne. Il faut tâcher d'interrompre sa construction.
- Le navire de ligne est très dur à détruire et lance des missiles à tête chercheuse.
- Les héliports sont les bases où se posent les hélicoptères de combat ennemis.
- Les radars et les tourelles : Les radars rapportent des points pour leur destruction tandis que les tourelles infligent des dégâts.
- Les tanks ne font pas trop de dommages et sont assez faciles à viser.
- Les petits bateaux : il y en a en grand nombre mais ils infligent peu de dégâts.

#### Aériennes
- Les chasseurs suivent l'hélicoptère et lui tirent dessus avec des missiles classiques, que le joueur peut éviter.
- Les bombardiers attaquent le porte-avions.

## Caractéristiques
Le monde de jeu est assez grand et les graphismes sont de bonne qualité pour l'époque. En outre, le joueur dispose d'une certaine liberté de mouvement ; il est possible de se promener partout et d'attaquer où on le souhaite, la seule contrainte consistant à protéger le porte-avions des attaques ennemies, de plus en plus dangereuses au fil du jeu.
Le jeu a conquis un public important de par son style distrayant et novateur.[réf. nécessaire] Will Wright a ensuite continué dans le même esprit de liberté avec les jeux des séries Les Sims et SimCity.